# Orgilus coreanus
Orgilus coreanus är en stekelart som beskrevs av Taeger 1987. Orgilus coreanus ingår i släktet Orgilus och familjen bracksteklar. Inga underarter finns listade i Catalogue of Life.